# 卡珀尔-格拉芬豪森
卡珀尔-格拉芬豪森是德国巴登-符腾堡州的一个市镇。总面积25.72平方公里，总人口4746人，其中男性2363人，女性2383人（2011年12月31日），人口密度185人/平方公里。